# Kyselina manganistá
Kyselina manganistá (chemický vzorec HMnO4) patří mezi velmi silné kyseliny. Její soli se nazývají manganistany. Je stálá pouze ve vodném roztoku[zdroj⁠?!]. Je velmi silným oxidačním činidlem.

## Příprava
Kyselinu manganistou lze připravit reakcí oxidu manganistého s vodou nebo reakcí manganistanu barnatého se zředěnou kyselinou sírovou[zdroj⁠?!].
Ba(MnO4)2 + H2SO4 → 2HMnO4 + BaSO4
Nerozpustný síran barnatý se poté odstraní filtrací.